# William Yarrell
William Yarrell, né le 3 juin 1784 à Duke Street (en), dans le quartier de St. James's de la cité de Westminster et mort le 1er septembre 1856 à Great Yarmouth dans le Norfolk, est un naturaliste et libraire britannique.

## Biographie
William Yarrell (1784–1856) est le fils de Francis Yarrell et de sa femme Sarah, née Blane. Son père est un agent de change, partenaire avec son cousin William Jones comme libraires et marchands de journaux à Londres. À la fin de ses études en 1803, William rejoint l'entreprise familiale qu'il hérite en 1850. Il a la réputation d'être le meilleur tireur de tout Londres mais aussi d'être un excellent naturaliste.
Grâce à son temps libre et ses revenus, William Yarrell peut s'adonner à ses passions, la chasse et la pêche. Il commence ainsi à s'intéresser aux oiseaux rares en envoyant quelques spécimens au graveur et auteur Thomas Bewick et devient un étudiant passionné d'histoire naturelle et un collectionneur d'oiseaux, de poissons et d'autres animaux sauvages.
Yarrell est principalement connu comme auteur de The History of British Fishes (en deux volumes, 1836) et de The History of British Birds (en deux volumes, 1843). Ce dernier ouvrage devient une référence pour des générations d'ornithologues britanniques.

## Documentations

### Sources
Yarrell est membre des bibliothèques du Yarrell British Museum et de la Linnaean Society, ses amis lui donnent accès aux collections des collèges et à leurs propres bibliothèques et cahiers privés. Yarrell possède personnellement au moins 2 000 livres, dont environ 80 concernent les poissons ou la pêche. En sa qualité de libraire basé à Londres et membre actif des sociétés savantes de Londres, William Yarrell noue des liens avec de nombreux collègues naturalistes. Et ceux-ci contribue à l'aider en lui fournissant des livres, des illustrations et des notes ainsi que des spécimens. Parmi ses relations figurent le naturaliste ecclésiastique Leonard Jenyns, ami de longue date, le taxidermiste John Gould avec lequel il entretient une correspondance régulière, Sir William Jardine, le comte de Derby, Edward Lear ou encore Charles Darwin.
La connaissance de Yarrell en anatomie aviaire aide Lear à développer ses compétences en peinture d'oiseaux, notamment en lui apprenant que les plumes suivent les contours des muscles, et en retour Lear fournit un dessin du mulet gris pour le livre sur les poissons,.
William Yarrell fait ses propres découvertes significatives, notamment en montrant que les hippocampes mâles et les syngnathes portent des œufs fécondés dans une poche et en clarifiant le nombre d'espèces du genre Salmo (saumons et truites) présentes en Grande-Bretagne.
John Van Voorst est l'éditeur des livres de William Yarrell. Son entreprise se situe à Paternoster Row, une rue centrale du commerce de l'édition londonienne. Il commence à se spécialiser dans les publications d'histoire naturelle et est nommé libraire officiel de la London Zoological Society en 1837.
John Van Voorst visite souvent la maison de Yarrell et le rejoint pour chasser et pêcher dans les domaines et les ruisseaux autour de Londres. Il est membre de la Linnean Society et membre fondateur de la Royal Microscopical Society créée en 1839.

## Naturaliste
Yarrell est un membre éminent de plusieurs sociétés d'histoire naturelle où se retrouvent les principaux naturalistes britanniques de son époque partageant les mêmes idées. Il utilise ce vaste réseau d'amis naturalistes pour recueillir des connaissances pour ses publications.
Yarrell est membre des bibliothèques du British Museum et de la Linnaean Society, ses amis lui donnent accès aux collections des collèges et à leurs propres bibliothèques et cahiers privés. Yarrell possède personnellement au moins 2 000 livres, dont environ 80 concernent les poissons ou la pêche. La vente posthume de ses livres en 1856 rapporta 1 100 £.
En 1825, il possède une importante collection de petits animaux terrestres et aquatiques. Il est actif dans les sociétés savantes de Londres à des postes de direction, pendant de nombreuses années. C'est ainsi qu'il est trésorier de la Linnean Society de mai 1849, jusqu'à sa mort en 1856 et participe activement à la publication de Transactions of the Linnean Society of London. Il est nommé vice-président de la Zoological Society of London de 1839 à 1851 et membre du Conseil de la Société médico-botanique de Londres.
En 1833, il est l'un des fondateurs de la Royal Entomological Society of London dont il sera le trésorier jusqu'en 1852,

## Genres et espèces dédiés
Plusieurs épithètes spécifiques, noms génériques ou noms vernaculaires sont choisis en l'honneur de William Yarrell. On y trouve, entre autres :
- des poissons :
  - Acipenser yarrellii Duméril, 1867, synonyme invalide de Acipenser sturio Linnaeus, 1758 ;
  - Argentina yarrelli Valenciennes, 1848, synonyme invalide de Argentina sphyraena Linnaeus, 1758 ;
  - Bagarius yarrelli (Sykes, 1839), un poisson chat du sous-continent indien ;
  - Laemonema yarrellii (Lowe, 1838), un poisson marin de la famille des Moridae présent dans l'Atlantique Nord ;
  - Yarrella Goode & Bean, 1896, un genre de poissons de la famille des Phosichthyidae ;
  - Yarrell's blenny, nom vernaculaire anglais de Chirolophis ascanii (Walbaum, 1792), poisson présent en Atlantique Nord.
- des oiseaux :
  - Eulidia yarrellii Bourcier, 1847, le Colibri d'Arica ;
  - Motacilla alba yarrellii Gould, 1837, la Bergeronnette de Yarrell, une sous-espèce de la Bergeronnette grise ;
  - Spinus yarrellii (Audubon, 1839), le Chardonneret de Yarrell, nommé également Tarin de Yarrell.

## À titre posthume
Un monument à sa mémoire est érigé en l'église St James de Piccadilly (Londres).